# 2033
سنة 2033 م هي سنة بسيطة تبدأ يوم السبت حسب التقويم الغريغوري.

## في الخيال

### ألعاب الفيديو
- مترو 2033 (لعبة فيديو)
- ذا لاست أوف أس